# Osvaldo Miccichè
Osvaldo Miccichè, pseudonimo di Oswald Miccike (Il Cairo, 25 settembre 1945), è un compositore e produttore discografico egiziano, di estrazione culturale yiddish.

## Biografia
Nato al Cairo, cresciuto in un ambiente multiculturale (ebraico, arabo, francese, inglese, greco e italiano), compie gli studi da geometra nella città natale. Nel 1962 emigra in Europa. Inizia a suonare la chitarra, il basso e il sitar con il gruppo "Minosse e i suoi solisti". Trascurando gli studi in architettura, si ritrova a suonare da professionista con Al Bano, Patrick Samson Group e Mina, che dal 1970 lo inserisce nell'organico della PDU come collaboratore del direttore artistico Vittorio Buffoli, nel ruolo di editor musicale (curatore editoriale) e A&R (artist & repertoire) per la rigorosa selezione delle canzoni inedite da proporre a Mina.
Per la cantante scrive tre brani, tra i quali Nuur, brano etnico inserito nell'album Mina® (1974) tradotto in diverse lingue, e Senza fiato, dall'album Italiana (1982).
Nel periodo trascorso insieme a Vittorio Buffoli nascono decine di grandi successi di Mina e collabora alla realizzazione dell'album Minacantalucio arrangiato e diretto dal musicista libanese Gabriel Yared, premio Oscar.
Negli anni ottanta sviluppa la sua carriera di curatore editoriale presso il Gruppo Editoriale Curci lavorando come editor, A&R e Product Manager per gli artisti editi dalla Curci, come Mina, Domenico Modugno, Toto Cutugno, Vasco Rossi, Ivan Graziani, Bob Dylan, Fabrizio De André, Paul McCartney, Diana Ross, Kiss, Kool & the Gang, Ray Charles, Lionel Richie, Alan Parsons.
Tra le cover più significative del periodo, spicca Disco Project prodotto da Stefano Pulga e Ninzatti 1983 ai primi posti nelle classifiche in Europa: Sirius e Mammagamma di Alan Parsons uniti con Another Brick in the Wall dei Pink Floyd.
Come produttore collabora anche con Iva Zanicchi per il suo album Nefertari per la Carosello nel 1988, ricco di parecchie sigle televisive. Poi con Patrizia Bulgari per l'album Venere ferita per Carrere/Sony nel 1990 e
con Marco Ferradini (Ca'Bianca Rec.) nel CD singolo Aria/1998, per Teorema - remake1999 (Ca'Bianca Rec./ Vento).
Dal 1997 diviene socio al Ca'Bianca Club di Milano, e in qualità di direttore artistico ed editoriale collabora, con Marco Ferradini (del quale è anche produttore artistico nell'album Geometrie del cuore), Aeon, Ale & Franz, Flavio Oreglio, Enrico Bertolino, Mr. Forest, Leonardo Manera, Raul Cremona, Max Pisu, Walter Valdi.
Lavora anche come editor letterario per gli scrittori Nino Romano in Mina mito e mistero (Ediz. Sperling & Kupfer/Mondadori) e in Mi ritorno in mente - la leggenda di Lucio Battisti (Ediz.Ca'Bianca); per Boris Makaresko Sgarbi all'arte (Ediz.Ca'Bianca); per Renzo Magosso nel suo libro Frank Sinatra Segreto (Ediz.Ca'Bianca) e per Paola Capobianco, giovane scrittrice e poetessa, nel suo audiolibro L' essenza...di te (Ediz. La Vita Felice/Emmelibri). Nel CD allegato al volume Paola Capobianco recita le sue poesie, con il commento musicale di brani New Age e World Music composti e arrangiati da Osvaldo Miccichè e dai musicisti Stefano Previsti, Alberto Radius, Dino Ceglie, Walter Tesoriere e Nicola Calgari.
Ultimi successi ai primi posti delle classifiche 2012 nei quali è presente in veste di collaboratore editoriale sono Questa canzone di Paolo Limiti e Mario Nobile - Ediz.GSU/Ca'Bianca - interpretata da Mina, brano apripista del suo ultimo album Piccolino e, Quanne vuo' bene di Titina De Filippo-Andrea Zuppini e Brunello Canessa - (Ediz.Ca'Bianca/EMI Music Publishing/Iansà ediz.) interpretata da Fiorella Mannoia nel suo ultimo album Sud.
Miccichè ha scritto l'unico libro musicale contenente molte tra le più belle canzoni di Mina: La leggendaria Mina (PDU/Curci).
Nel febbraio 2004 riceve il Premio alla Carriera al Palais de la Vallè di Saint Vincent
Alla Siae sono depositate a suo nome (Oswald Miccike) 222 canzoni

## Libri
- 1983: La leggendaria Mina di Osvaldo Miccichè (edizioni PDU/Curci)
- 1996:Mina,Mito e Mistero  di Nino Romano-editor:Osvaldo Miccichè (edizioni Sperling & Kupfer-Mondadori)

## Canzoni
| Anno | Titolo (Titolo originale) | Autori del testo  | Autori della musica               | Interpreti   |
| ---- | ------------------------- | ----------------- | --------------------------------- | ------------ |
| 1971 | Senza lavoro              | Luciano Tallarini | Oswald Miccike                    | Rossano      |
| 1974 | Nuur                      | Ermanno Capelli   | Oswald Miccike                    | Mina         |
| 1982 | Senza fiato               | Anselmo Genovese  | Anselmo Genovese e Oswald Miccike | Mina         |
| 1988 | Una danza                 | Elio Aldrighetti  | Oswald Miccike e Domenico Tortosa | Iva Zanicchi |